# Plebejus philbyi
Plebejus philbyi är en fjärilsart som beskrevs av Gary R. Graves 1925. Plebejus philbyi ingår i släktet Plebejus och familjen juvelvingar. Inga underarter finns listade i Catalogue of Life.